# Németh János (politikus)
Németh János (Marosfelfalu, 1947. január 6. –) erdélyi magyar természettudományi szakíró, politikus, publicista.

## Életútja
Szászrégenben érettségizett (1964), a Babeș–Bolyai Tudományegyetemen biológia-földrajz szakos tanári oklevelet szerzett (1970). Tanári pályáját a nyárádremetei általános iskolában kezdte (1970-86), majd a szovátai faipari líceum tanára (1986-90). 1990-től az RMDSZ helyi elnöke, 1992-96 között parlamenti képviselő, a tanügyi szakbizottság tagja, presbitere a szovátai református egyházközségnek.
Első írását az élővilág határairól A Hét közölte (1977). Biológiai és etológiai (viselkedéstani) szaktanulmányai, jegyzetei, ismertetései itt s a TETT, Korunk, Studia Universitatis Babeş-Bolyai biológiai szekciójában és Câinii Noştri hasábjain jelentek meg. A Korunkban A magatartáskutatás modern útjai (1981/7-8) és Tanulási modellek a természetben (1986/3) c. írásai olvashatók. Az agresszív és az altruista magatartási formákról a Korunk Évkönyv 1983-84-ben, a velünk született és a tanult viselkedésről A Hét Évkönyve 1984-ben értekezik. Szerkesztette a TETT Viselkedés c. súlypontos számát (1989/4).
Parlamenti képviselősége idején a Romániai Magyar Szó és a marosvásárhelyi Népújság közölte politikai jegyzeteit. A Pro Natura mozgalom egyik kezdeményezője; a természetismereti verseny anyagát kötetben adta ki.

## Köteteiből
- Viselkedés, magatartás az állatvilágban (Kolozsvár, 1983);
- Pro natura. Természet- és környezetvédelmi útmutató (természetfotóival társszerző Szász-Fejér János, 1994).

## Társasági tagság
- Román Ornitológiai Társaság
- Erdélyi Szépmíves Céh (ESZC, 1990-es évek első fele)
- Erdélyi Magyar Közművelődési Egyesület (EMKE, 1991-)
- Szovátai Bernády György Művelődési Egyesület